# Лай Чжуэнь
Лай Чжуэ́нь (кит. трад. 賴主恩, пиньинь Lài Zhǔēn; род. 23 июля 1996, уезд Пиндун) — тайваньский боксёр-любитель, представитель лёгкой весовой категории. Выступает за национальную сборную Тайваня по боксу с 2013 года, участник Олимпийских игр (2016), серебряный призёр Азиатских игр (2022), бронзовый призёр чемпионата Азии (2022), победитель и призёр турниров международного значения в любителях.

## Биография
Лай Чжуэнь родился 23 июля 1996 года в уезде Пиндун провинции Тайвань, Китайская Республика. Представитель народности пайвань.
Занимался боксом во время учёбы в Национальном тайваньском университете физического воспитания и спорта в Тайчжуне, состоял в местной студенческой боксёрской команде.
Впервые заявил о себе в боксе на международной арене в 2013 году, когда вошёл в состав тайваньской национальной сборной и выступил на домашнем международном турнире в Тайбэе. Год спустя на аналогичных соревнованиях выиграл бронзовую медаль, также выступил на юниорском мировом первенстве в Софии.
Начиная с 2015 года боксировал в лёгком весе на взрослом уровне, в частности в этом сезоне побывал на взрослом чемпионате Азии в Бангкоке.
На Олимпийском квалификационном турнире Азии и Океании в Цяньане выступил неудачно, проиграв уже в 1/8 финала филиппинцу Чарли Суаресу, но на Всемирной олимпийской квалификации в Баку сумел дойти до стадии полуфиналов и тем самым удостоился права защищать честь страны на летних Олимпийских играх 2016 года в Рио-де-Жанейро. На Играх, однако, уже в стартовом поединке категории до 60 кг раздельным решением судей потерпел поражение от представителя Нидерландов Энрико Лакруса и сразу же выбыл из борьбы за медали.
После Олимпиады в Рио Лай остался в составе боксёрской команды Тайваня и продолжил принимать участие в крупнейших международных турнирах. Так, в 2017 году в лёгком весе он дошёл до четвертьфиналов на международном турнире в Бангкоке и на азиатском первенстве в Ташкенте, где был побеждён индийцем Шивой Тхапой. Кроме того, боксировал на международном турнире в Улан-Баторе, выиграл Тайваньские национальные игры в Илане, одержал победу на турнире «Золотые перчатки» в Белграде.
В 2018 году отметился выступлением на Азиатских играх в Джакарте
Принимал участие в чемпионате Азии 2019 года в Бангкоке, но попасть здесь в число призёров не смог.